# Distrikt Comas (Lima)
Der Distrikt Comas ist einer der 43 Stadtbezirke der Region Lima Metropolitana in Peru. Nördlich von Lima gelegen, ist Comas eine der am dichtesten bewohnten Siedlungen in Peru. Städtebaulich ist Comas als Informelle Siedlung einzustufen. Der derzeitige Bürgermeister von Comas ist Raúl Díaz Pérez (seit 2019). Der Distrikt Comas und die Stadt „La Libertad“ sind quasi deckungsgleich.

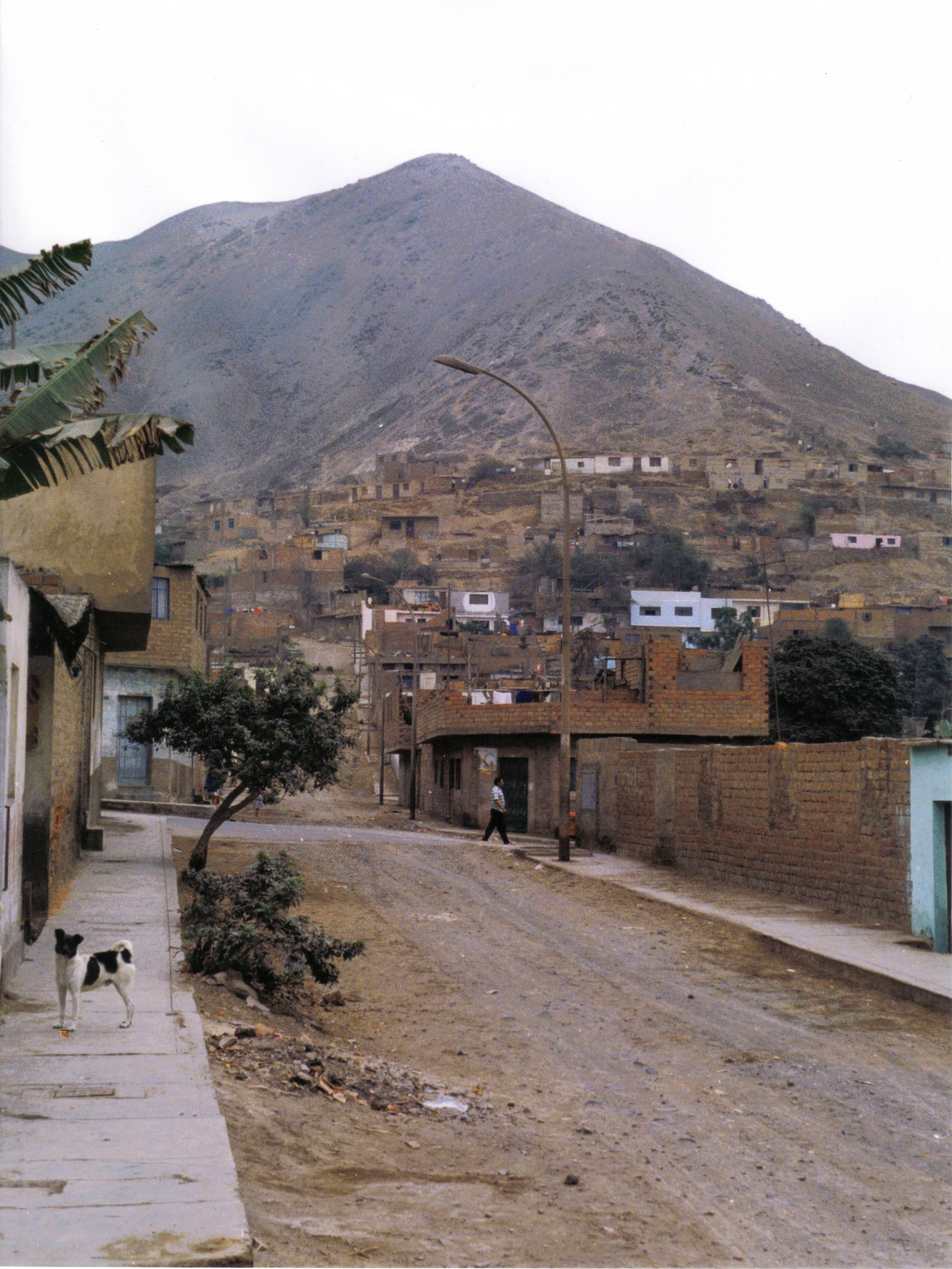
Straße in Comas, ca. 1993. 2/3 der Bevölkerung von Lima wohnt im Gürtel der Pueblos Jovenes, der das ursprüngliche Lima umgibt.

## Geographie
Comas hat eine Größe von 48,75 km². Das Rathaus liegt 140 Meter über dem Meeresspiegel. Im Norden wird es vom Distrikt  Carabayllo, im Osten von San Juan de Lurigancho, im Süden von Independencia und im Westen von Puente Piedra und Los Olivos begrenzt.

## Demographie, Geschichte und Soziale Lage
Beim Zensus 2017 hatte Comas 520.450 Einwohner. Im Jahr 1993 lag die Einwohnerzahl bei 404.352, im Jahr 2007 bei 486.977.
Während der ersten Jahre seiner Geschichte war Comas ein Pueblo Jóven. Die vorher praktisch unbewohnte „Pampa de Comas“ wurde durch die Einwanderung von Immigranten aus dem peruanischen Hochland in den 1960er Jahren besiedelt.
Comas ist einer der ärmeren Distrikte von Lima. Nach einer BBC-Dokumentation lebte das frühere Spice Girl Victoria Beckham eine Zeit lang im Ortsteil Lomas de Carabayllo von Comas, um zu sehen, wie eingesammelte Spendengelder für ein Sportprojekt verwendet werden.

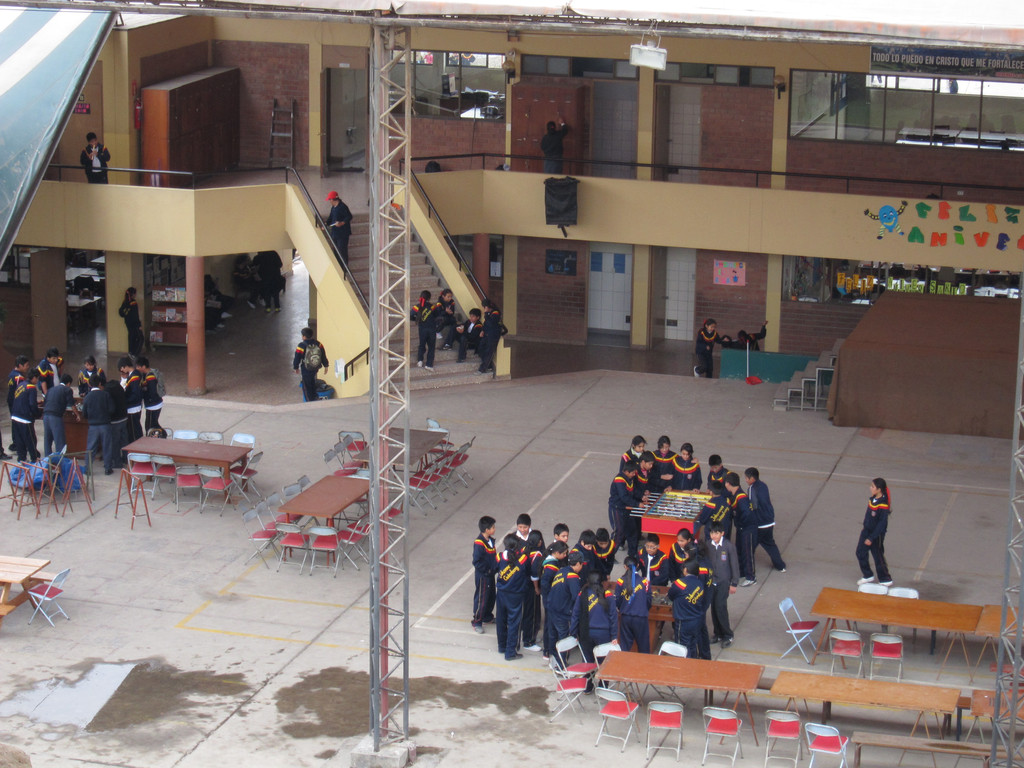
Gutenberg-Schule in Comas, Lima

Es gibt in Comas eine Schule, die vorwiegend von deutschen Spendengeldern finanziert wird, die Gutenberg-Schule (nur Primarstufe). Hier erhalten Kinder aus armen Familien eine solide Ausbildung. Eine zweite, größere Gutenberg-Schule gibt es im Stadtteil El Agustino (dort ist die Sekundarstufe).

## Söhne und Töchter
- Carlos Alberto Salcedo Ojeda (* 1960), römisch-katholischer Geistlicher, Bischof von Huancavelica